# Euploca ternata
Euploca ternata är en strävbladig växtart som först beskrevs av Vahl, och fick sitt nu gällande namn av J.I.M.Melo och Semir. Euploca ternata ingår i släktet Euploca och familjen strävbladiga växter. Inga underarter finns listade i Catalogue of Life.